# Christian Lorenz
Christian „Flake” Lorenz (n. 16 noiembrie 1966, Berlinul de Est, Germania de Est) este un muzician german, component al trupei germane de Neue Deutsche Härte, Rammstein.

## Tinerețe
Christian a fost crescut în Germania de Est și încă locuiește în zona Prenzlauer Berg din estul Berlinului (acum o parte a cartierului Pankow).
Christian este cunoscut ca fiind un pianist educat. El spune că a ales să cânte la pian pentru că un prieten din copilărie a cântat de la vârsta de trei ani. Părinții lui l-au trimis la o școală de muzică. Lorenz "a început prin pictarea cheilor de pe o fereastră" și "a practicat jumătate de an pe pervazul ferestrei". Părinții lui i-au cumpărat un pian la cea de-a 15-a aniversare.
Lorenz, ca băiat, a devenit "dependent de rock 'n' roll". Și-a oprit lecțiile pentru a asculta înregistrările de jazz ale tatălui său. "Când m-am alăturat primei mele trupe", a spus Flake, "am observat că nu puteam să interpretez muzica modernă. Încă nu pot!" La vârsta de 16 ani, a fost ucenic ca un instrumentar, o carieră aparent de scurtă durată.
Are un frate cu patru ani mai în vârstă.

## Cariera
Feeling B
În 1983, la vârsta de 16 ani, a început să cânte în trupa Feeling B cu Paul H. Landers și Aljoscha Rompe, un elvețian care locuia în Berlinul de Est. A rămas în trupă timp de aproximativ 10 ani. Feeling B a inceput să se bazeze ferm pe scena punk-ului subteran. De-a lungul timpului, popularitatea Feeling B a crescut foarte mult și, la sfârșitul Republicii Democrate Germane, a fost una dintre cele mai respectate și influente trupe est-germane, în ciuda statutului lor subteran.
Flake a stat  într-un apartament cu Landers. Când nu cântau, Paul Landers și Flake ar fi vândut haine făcute din foi de așchiere și prafuri, în piața neagră. Două jachete pe lună însemnau atât de mulți bani ca un salariat mediu salariat. "A fost destul de ușor să-ți faci un loc de muncă, să nu muncești și să nu mai ai probleme", spune Landers, "Ai probleme numai dacă ai fost prins".
Grupul s-a desființat la mijlocul anilor 1990. La ocazii speciale, membrii trupei s-au reunit pentru concerte individuale la festivalurile punk, până când Rompe a murit în noiembrie 2000 de un atac de astm.
Există o carte despre Feeling B.
Rammstein
În 1994, Till Lindemann, Richard Kruspe, Oliver Riedel și Christoph Schneider au intrat și au câștigat concursul Beat Metro din Berlin, care le-a permis să înregistreze în mod profesionist un demo de patru piese. Paul Landers s-a alăturat oficial formației, apoi Flake. El a fost inițial reticent să se alăture celor cinci colegi de trupă și a trebuit să fie trântit în a deveni membru al lui trupei Rammstein, deoarece el credea că vor fi prea plictisitori. În cele din urmă, a acceptat să se alăture, iar grupul a început să lucreze la primul lor album, Herzeleid ("Durere de inimă").
Flake este probabil cel mai bine cunoscut pentru rolul său în interpretarea controversată a piesei "Bück dich", unde el și vocalistul Till Lindemann au simulat sexul anal pe scenă. La 23 septembrie 1998, în Worcester, Massachusetts, Statele Unite, Lindemann și Flake Lorenz au fost arestați și acuzați de comportamente greșite și lasciviști. O declarație a sergentului Thomas Radula de la Departamentul de Poliție din Worcester a declarat că Lindemann simulează sexul cu Flake pe scena "folosind un obiect falic care a împușcat apa peste mulțime". Au fost eliberați ziua următoare, pe cauțiune de $25. După luni de dezbateri legale, în cele din urmă au fost amendați cu $100.
Rolul său în "Bück dich" nu este singurul act viu pentru care este cunoscut. Până în 2002, Flake va "naviga" publicul într-o barcă de cauciuc gonflabil în timpul spectacolului "Seemann". Ollie și-a luat locul în 2002. Potrivit lui Flake, schimbarea a avut loc pentru că a fost rănit prea des. De asemenea, în timpul unui concert din 2001 din Sankt-Petersburg, Flake a fost expediat din barcă de mulțime și aproape complet dezbrăcat. În ciuda acestui lucru, Flake a revenit la "navigarea" în barca glomfabilă în 2009, în timpul spectacolului "Haifisch". Când interpretează "Mein Teil", Flake este "gătit" cu un aruncător de flacără de către Till într-un cazan gigant. Flake face un dans, numit "Dansul Flake", în timpul  melodiei "Weißes Fleisch" ("Carne albă"). În videoclipul "Keine Lust" ("Nici o dorință"), Flake este văzut într-un scaun cu rotile electric. El este văzut să sară în partea superioară a unei clădiri arse (încercând și fără să aterizeze în siguranță pe o trambulină) în videoclipul "Benzin" ("Benzină" sau "Petrol"). În videoclipul pentru melodia "Ich Will" ("Vreau"), Flake este legat de o bombă care explodează la sfârșitul videoclipului. În videoclipul lui Rammstein din 2009 pentru piesa "Pussy", Flake descrie o persoană intersexistă numită Heeshie. Flake a oferit de asemenea vocale pentru versiunea acoperită a lui Rammstein "Pet Sematary", inițial de The Ramones.
În timpul unui concert la Göteborg, Suedia, la 30 iulie 2005, Till Lindemann a suferit un accident la genunchi atunci când Flake a intrat accidental în el cu Segway pe care îl plimbă în timpul spectacolului "Amerika". Acest lucru a făcut ca concertele programate în Asia să fie anulate.
În 2005, Flake a suferit de oreion, provocând anularea concertelor din America de Sud.
În ianuarie 2012, Flake, alături de Till Lindemann, au fost intervievați de antropologul heavy metal Sam Dunn pentru seria VH1 "Classic Metal Evolution", pe tema rock-ului de șoc. Acest lucru este surprinzător, din cauza lipsei de interviuri pe care el și trupa le are în America de Nord.

## Viața personală
Flake a mai fost divorțat o dată și are cinci copii.
La 12 septembrie 2008, Flake s-a recăsătorit cu Jenny Rosemeyer, artistă germană, care a dat fluierul piesei "Roter Sand" a lui Rammstein. Căsătoria a fost sărbătorită pe o perioadă de 3 zile pe proprietatea lui Flake din Liebenwalde. Trupa Knorkator a cântat acolo într-o scenă construită temporar.
Există foarte puține informații despre viața sa personală în afara carierei sale muzicale, deoarece el alege să păstreze cea mai mare parte din viața lui, privată. El a descris ca piesele mai riscante din Rammstein sunt ca un duș rece. "Nu vă simțiți prea bine atunci și acolo, dar după aceea aveți un sentiment bun". Flake este un ateu și a declarat că '"dezaprob de religiile care sunt făcute în instituții rigide. De asemenea, cred că fanatismul religios și lucrarea misionară sunt periculoase".
Flake are o anumită deznădăjduire față de America, despre care se pare că a numit-o "țară bolnavă și decadentă fără cultură".
Îi place să asculte Einstürzende Neubauten, Die Ärzte, Element of Crime, Coldplay, Placebo, Johnny Cash, PJ Harvey, System of a Down, Ministry, The Prodigy și a remarcat odată că i-ar fi plăcut să fi fost al șaselea Rolling Stone.
Flake este un pictor amator și îi plac mașinile clasice. El are un Mercedes și este implicat în afaceri de închiriere de mașini de epocă. Lorenz obișnuia să scrie frecvent în jurnalul Fanarea pe fanclubul oficial al site-ului, care a fost închis în septembrie 2004.
La 5 octombrie 2005, Flake a apărut pe scurt în Deutsche Welle. Întrebat cum s-a simțit despre reunificarea Germaniei, a spus că preferă / pierde modul în care erau lucrurile. "Chiar dacă a supraviețuit GDR, aș fi rămas un muzician. Dimensiunea crescută a lumii a adus și pericolul comparării cu toate actele internaționale. daca ai avut succes acolo, ai avut succes. Mi-e dor de simplitate. Ai intrat intr-un bar, ai comandat o bere si ai luat o bere! ... Nu te-au intrebat daca vrei ... cu un cap sau fără un cap, o spumă de sus sau de jos ... Este cu adevărat pe nervii mei având toate aceste alegeri pe care eu chiar nu vreau."
În noiembrie 2011, în casa lui Flake a avut loc un incendiu. Poliția a reușit să identifice și să surprindă incendiatorul, un bărbat în vârstă de 28 de ani, cu cazier judiciar. După scăparea sa, a avut un accident de mașină în apropierea casei lui Flake.

### Porecla
Christian Lorenz este cunoscut de obicei prin poreclele "Flake" (pronunțată sub numele de "Flak-eh" în limba germană) și "Doktor". "Doktor" a apărut pentru că, la un moment dat, el dorea să fie chirurg, dar nu a putut să studieze pentru a deveni unul din cauza refuzului său de a se alătura armatei est-germane. Într-un interviu din 16 decembrie 2000, el a declarat că "Flake" este numele său propriu.